# Avshalom Kor

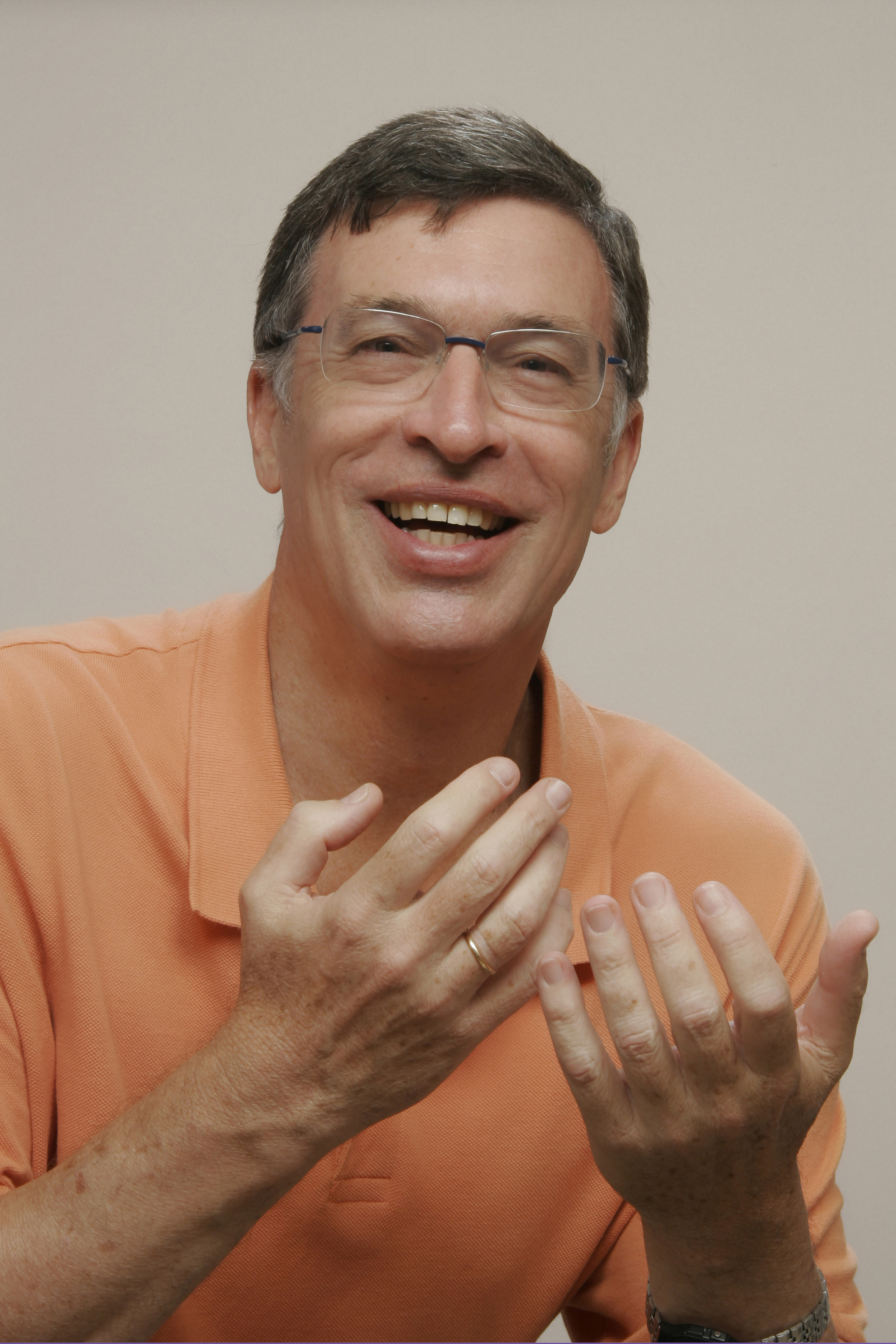

Dr. Avshalom Kor é um linguista israelense, pesquisador da língua hebraica dos judeus iemenitas e de sobre-nomes judeus. É também um apresentador de programas de rádio e televisão sobre a língua hebraica e humor judaico.